# Абатство Жамблу
Абатство Жамблу (на френски: Abbaye de Gembloux, пълно име Abbaye Saint-Pierre de Gembloux), е историческо бенедиктинско абатство, в гр.Жамблу, окръг Намюр на провинция Намюр, Южна Белгия.

## История
Абатство Жамблу е основано през 936 г. от Свети Жибер от Жамблу (Saint Guibert de Gembloux) (882-962). Император Ото I предоставя широка автономия на манастира и редица привилегии – да сече монети и да търгува на територията на Свещената Римска империя. Манастирът процъфтява и бързо се превръща в значим религиозен, културен и икономически център. Монашеското училище формира отлични преписвачи и учени, а абатската библиотека се счита за един от най-добрите в Европа.
През 1156 г. абатството и библиотеката са унищожени от пожар. Възстановеният манастир претърпява нов опустошителен пожар през 1185 г. През последващите столетия манастирът преминава през превратностите на различни бедствия и войни. На 6 август 1678 г. пожар отново унищожава абатската църква. Абатството е възстановявано на няколко пъти. През 18 век абатството преживява нов разцвет и през 1762 г. започва строителството на нов манастирски комплекс вкл. и абатски дворец по план на архитекта Laurent Benoît Dewez. Строителството продължава 17 години – до 1779 г.
През 1793 г., по време на Френската революция, градът и абатството са окупирани от френски войски. През октомври 1796 г. монасите са прогонени от манастира, в резултат на действие на закона за премахване на религиозните ордени в Белгия и конфискуването на имуществото на манастирите в полза на държавата. Имуществото на абатството е продадено на търг.
През 1861 г., всички сгради и земи на бившето абатство стават отново държавна собственост и в абатския дворец се настанява Университета по селскостопански науки в Жамблу.

## Абатска бира Абеи дьо Жамблу
Едноименната абатска бира се вари от белгийската пивоварна Brasserie Lefebvre в стил белгийски трипъл ейл с алкохолно съдържание 8 об.%.